# Lista de conquistas na carreira de Ayrton Senna
A Lista de conquistas na carreira de Ayrton Senna contém as marcas alcançadas pelo piloto brasileiro em sua trajetória no automobilismo.

## Fórmula 1

### Títulos
| # | Temporada | Equipe  | Motor | Vitórias | Pódios | Abandonos | Pole positions | Pontos | Ref.  |
| - | --------- | ------- | ----- | -------- | ------ | --------- | -------------- | ------ | ----- |
| 1 | 1988      | McLaren | Honda | 8        | 11     | 1         | 13             | 90     | [ 1 ] |
| 2 | 1990      | McLaren | Honda | 6        | 11     | 4         | 10             | 78     | [ 1 ] |
| 3 | 1991      | McLaren | Honda | 7        | 12     | 1         | 8              | 96     | [ 1 ] |

### Vitórias
| #  | Temporada | Equipe     | Grande Prêmio          | Posição de largada | Circuito/Autódromo            | Ref.        |
| -- | --------- | ---------- | ---------------------- | ------------------ | ----------------------------- | ----------- |
| 1  | 1985      | Team Lotus | Portugal               | 01.º               | Autódromo do Estoril          | [ 2 ]       |
| 2  | 1985      | Team Lotus | Bélgica                | 02.º               | Spa-Francorchamps             |             |
| 3  | 1986      | Team Lotus | Espanha                | 01.º               | Circuito Permanente de Jerez  |             |
| 4  | 1986      | Team Lotus | Estados Unidos (Leste) | 01.º               | Circuito de rua de Detroit    |             |
| 5  | 1987      | Team Lotus | Mônaco                 | 02.º               | Circuito de Monte Carlo       | [ 2 ]       |
| 6  | 1987      | Team Lotus | Estados Unidos (Leste) | 02.º               | Circuito de rua de Detroit    |             |
| 7  | 1988      | McLaren    | San Marino             | 01.º               | Autódromo Enzo e Dino Ferrari |             |
| 8  | 1988      | McLaren    | Canadá                 | 01.º               | Circuito Gilles Villeneuve    |             |
| 9  | 1988      | McLaren    | Estados Unidos (Leste) | 01.º               | Circuito de rua de Detroit    |             |
| 10 | 1988      | McLaren    | Grã-Bretanha           | 03.º               | Circuito de Silverstone       | [ 2 ]       |
| 11 | 1988      | McLaren    | Alemanha               | 01.º               | Circuito de Hockenreim        |             |
| 12 | 1988      | McLaren    | Hungria                | 01.º               | Hungaroring                   |             |
| 13 | 1988      | McLaren    | Bélgica                | 01.º               | Spa-Francorchamps             |             |
| 14 | 1988      | McLaren    | Japão                  | 01.º               | Circuito de Suzuka            |             |
| 15 | 1989      | McLaren    | San Marino             | 01.º               | Autódromo Enzo e Dino Ferrari |             |
| 16 | 1989      | McLaren    | Mônaco                 | 01.º               | Circuito de Monte Carlo       |             |
| 17 | 1989      | McLaren    | México                 | 01.º               | Autódromo Hermanos Rodríguez  |             |
| 18 | 1989      | McLaren    | Alemanha               | 01.º               | Circuito de Hockenreim        |             |
| 19 | 1989      | McLaren    | Bélgica                | 01.º               | Spa-Francorchamps             | [ 2 ]       |
| 20 | 1989      | McLaren    | Espanha                | 01.º               | Circuito Permanente de Jerez  |             |
| 21 | 1990      | McLaren    | Estados Unidos         | 05.º               | Circuito de rua de Phoenix    |             |
| 22 | 1990      | McLaren    | Mônaco                 | 01.º               | Circuito de Monte Carlo       |             |
| 23 | 1990      | McLaren    | Canadá                 | 01.º               | Circuito Gilles Villeneuve    |             |
| 24 | 1990      | McLaren    | Alemanha               | 01.º               | Circuito de Hockenreim        |             |
| 25 | 1990      | McLaren    | Bélgica                | 01.º               | Spa-Francorchamps             |             |
| 26 | 1990      | McLaren    | Itália                 | 01.º               | Autodromo Nazionale di Monza  | [ 2 ]       |
| 27 | 1991      | McLaren    | Estados Unidos         | 01.º               | Circuito de rua de Phoenix    |             |
| 28 | 1991      | McLaren    | Brasil                 | 01.º               | Autódromo de Interlagos       | [ 2 ]       |
| 29 | 1991      | McLaren    | San Marino             | 01.º               | Autódromo Enzo e Dino Ferrari |             |
| 30 | 1991      | McLaren    | Mônaco                 | 01.º               | Circuito de Monte Carlo       |             |
| 31 | 1991      | McLaren    | Hungria                | 01.º               | Hungaroring                   |             |
| 32 | 1991      | McLaren    | Bélgica                | 01.º               | Spa-Francorchamps             |             |
| 33 | 1991      | McLaren    | Austrália              | 01.º               | Circuito de Rua de Adelaide   |             |
| 34 | 1992      | McLaren    | Mônaco                 | 03.º               | Circuito de Monte Carlo       | [ 2 ]       |
| 35 | 1992      | McLaren    | Hungria                | 03.º               | Hungaroring                   |             |
| 36 | 1992      | McLaren    | Itália                 | 02.º               | Autodromo Nazionale di Monza  |             |
| 37 | 1993      | McLaren    | Brasil                 | 03.º               | Autódromo de Interlagos       | [ 2 ]       |
| 38 | 1993      | McLaren    | Europa                 | 04.º               | Donington Park                | [ 3 ] [ 2 ] |
| 39 | 1993      | McLaren    | Mônaco                 | 03.º               | Circuito de Monte Carlo       | [ 4 ]       |
| 40 | 1993      | McLaren    | Japão                  | 02.º               | Circuito de Suzuka            |             |
| 41 | 1993      | McLaren    | Austrália              | 01.º               | Circuito de Rua de Adelaide   | [ 5 ] [ 2 ] |

### Pódios(sem vitórias)
- A sessão de pódios não inclui as vitórias para não ocasionar repetição, visto que já há uma lista de vitórias neste artigo.

| #  | Temporada | Equipe       | Grande Prêmio | Colocação na corrida | Posição de largada | Circuito/Autódromo            | Ref. |
| -- | --------- | ------------ | ------------- | -------------------- | ------------------ | ----------------------------- | ---- |
| 1  | 1984      | Toleman-Hart | Mônaco        | 02°                  | 13º                | Circuito de Monte Carlo       |      |
| 2  | 1984      | Toleman-Hart | Grã-Bretanha  | 03°                  | 07º                | Brands Hatch                  |      |
| 3  | 1984      | Toleman-Hart | Portugal      | 03°                  | 03º                | Autódromo do Estoril          |      |
| 4  | 1985      | Team Lotus   | Áustria       | 02°                  | 14º                | Österreichring                |      |
| 5  | 1985      | Team Lotus   | Países Baixos | 03°                  | 04º                | Circuit Park Zandvoort        |      |
| 6  | 1985      | Team Lotus   | Itália        | 03°                  | 01º                | Circuito de Monza             |      |
| 7  | 1985      | Team Lotus   | Europa        | 02°                  | 01º                | Brands Hatch                  |      |
| 8  | 1986      | Team Lotus   | Brasil        | 02°                  | 01º                | Autódromo de Jacarepaguá      |      |
| 9  | 1986      | Team Lotus   | Mônaco        | 03°                  | 03º                | Circuito de Monte Carlo       |      |
| 10 | 1986      | Team Lotus   | Bélgica       | 02°                  | 04º                | Spa-Francorchamps             |      |
| 11 | 1986      | Team Lotus   | Alemanha      | 02°                  | 03º                | Hockenheimring                |      |
| 12 | 1986      | Team Lotus   | Hungria       | 02°                  | 01º                | Hungaroring                   |      |
| 13 | 1986      | Team Lotus   | México        | 03°                  | 01º                | Autódromo Hermanos Rodríguez  |      |
| 14 | 1987      | Team Lotus   | San Marino    | 02°                  | 01º                | Autódromo Enzo e Dino Ferrari |      |
| 15 | 1987      | Team Lotus   | Grã-Bretanha  | 03°                  | 03º                | Circuito de Silverstone       |      |
| 16 | 1987      | Team Lotus   | Alemanha      | 03°                  | 02º                | Hockenheimring                |      |
| 17 | 1987      | Team Lotus   | Hungria       | 02°                  | 06º                | Hungaroring                   |      |
| 18 | 1987      | Team Lotus   | Itália        | 02°                  | 04º                | Circuito de Monza             |      |
| 19 | 1987      | Team Lotus   | Japão         | 02°                  | 07º                | Circuito de Suzuka            |      |
| 20 | 1988      | McLaren      | México        | 02°                  | 01º                | Autódromo Hermanos Rodríguez  |      |
| 21 | 1988      | McLaren      | França        | 02°                  | 02º                | Circuit Paul Ricard           |      |
| 22 | 1988      | McLaren      | Austrália     | 02°                  | 01º                | Adelaide Street Circuit       |      |
| 23 | 1989      | McLaren      | Hungria       | 02°                  | 02º                | Hungaroring                   |      |
| 24 | 1990      | McLaren      | Brasil        | 03°                  | 01º                | Autódromo de Interlagos       |      |
| 25 | 1990      | McLaren      | França        | 03°                  | 03º                | Circuit Paul Ricard           |      |
| 26 | 1990      | McLaren      | Grã-Bretanha  | 03°                  | 02º                | Circuito de Silverstone       |      |
| 27 | 1990      | McLaren      | Hungria       | 02°                  | 04º                | Hungaroring                   |      |
| 28 | 1990      | McLaren      | Portugal      | 02°                  | 03º                | Autódromo do Estoril          |      |
| 29 | 1991      | McLaren      | México        | 03°                  | 03º                | Autódromo Hermanos Rodríguez  |      |
| 30 | 1991      | McLaren      | França        | 03°                  | 03º                | Magny-Cours                   |      |
| 31 | 1991      | McLaren      | Itália        | 02°                  | 01º                | Circuito de Monza             |      |
| 32 | 1991      | McLaren      | Portugal      | 02°                  | 03º                | Autódromo do Estoril          |      |
| 33 | 1991      | McLaren      | Japão         | 02°                  | 02º                | Circuito de Suzuka            |      |
| 34 | 1992      | McLaren      | África do Sul | 03°                  | 02º                | Kyalami                       |      |
| 35 | 1992      | McLaren      | San Marino    | 03°                  | 03º                | Autódromo Enzo e Dino Ferrari |      |
| 36 | 1992      | McLaren      | Alemanha      | 02°                  | 03º                | Hockenheimring                |      |
| 37 | 1992      | McLaren      | Portugal      | 03°                  | 03º                | Autódromo do Estoril          |      |
| 38 | 1993      | McLaren      | África do Sul | 02°                  | 02º                | Kyalami                       |      |
| 39 | 1993      | McLaren      | Espanha       | 02°                  | 03º                | Circuito da Catalunha         |      |

### Pole positions
| #  | Temporada | Grande Prêmio            | Tempo    | Ref. |
| -- | --------- | ------------------------ | -------- | ---- |
| 1  | 1985      | Austrália (Adelaide)     | 1'19"843 |      |
| 2  | 1985      | Estados Unidos (Detroit) | 1'42"051 |      |
| 3  | 1985      | Europa (Brands Hatch)    | 1'07"169 |      |
| 4  | 1985      | Itália (Monza)           | 1'25"084 |      |
| 5  | 1985      | Mônaco (Monte Carlo)     | 1'20"450 |      |
| 6  | 1985      | Portugal (Estoril)       | 1'21"007 |      |
| 7  | 1985      | San Marino (Imola)       | 1'27"327 |      |
| 8  | 1986      | Brasil (Rio)             | 1'25"501 |      |
| 9  | 1986      | Espanha (Jerez)          | 1'21"605 |      |
| 10 | 1986      | Estados Unidos (Detroit) | 1'38"301 |      |
| 11 | 1986      | França (Paul Ricard)     | 1'06"526 |      |
| 12 | 1986      | Hungria (Budapeste)      | 1'29"450 |      |
| 13 | 1986      | México (Cid. do Mexico)  | 1'16"990 |      |
| 14 | 1986      | Portugal (Estoril)       | 1'16"673 |      |
| 15 | 1986      | San Marino (Imola)       | 1'25"050 |      |
| 16 | 1987      | San Marino (Imola)       | 1'25"826 |      |
| 17 | 1988      | Alemanha (Hockenheim)    | 1'44"596 |      |
| 18 | 1988      | Austrália (Adelaide)     | 1'17"749 |      |
| 19 | 1988      | Bélgica (Spa)            | 1'53"718 |      |
| 20 | 1988      | Brasil (Rio)             | 1'28"096 |      |
| 21 | 1988      | Canadá (Montreal)        | 1'21"681 |      |
| 22 | 1988      | Espanha (Jerez)          | 1'24"067 |      |
| 23 | 1988      | Estados Unidos (Detroit) | 1'40"606 |      |
| 24 | 1988      | Hungria (Budapeste)      | 1'27"635 |      |
| 25 | 1988      | Itália (Monza)           | 1'25"974 |      |
| 26 | 1988      | Japão (Suzuka)           | 1'41"853 |      |
| 27 | 1988      | México (Cid. do México)  | 1'17"468 |      |
| 28 | 1988      | Mônaco (Monte Carlo)     | 1'23"998 |      |
| 29 | 1988      | San Marino (Imola)       | 1'27"148 |      |
| 30 | 1989      | Alemanha (Hockenheim)    | 1'42"300 |      |
| 31 | 1989      | Austrália (Adelaide)     | 1'16"665 |      |
| 32 | 1989      | Bélgica (Spa)            | 1'50"867 |      |
| 33 | 1989      | Brasil (Rio)             | 1'25"302 |      |
| 34 | 1989      | Espanha (Jerez)          | 1'20"291 |      |
| 35 | 1989      | Estados Unidos (Phoenix) | 1'30"108 |      |
| 36 | 1989      | Inglaterra (Silverstone) | 1'09"999 |      |
| 37 | 1989      | Itália (Monza)           | 1'23"720 |      |
| 38 | 1989      | Japão (Suzuka)           | 1'38"041 |      |
| 39 | 1989      | México (Cid. do México)  | 1'17"846 |      |
| 40 | 1989      | Mônaco (Monte Carlo)     | 1'22"308 |      |
| 41 | 1989      | Portugal (Estoril)       | 1'15"468 |      |
| 42 | 1989      | San Marino (Imola)       | 1'26"010 |      |
| 43 | 1990      | Alemanha (Hockenheim)    | 1'40"198 |      |
| 44 | 1990      | Austrália (Adelaide)     | 1'15"671 |      |
| 45 | 1990      | Bélgica (Spa)            | 1'50"365 |      |
| 46 | 1990      | Brasil (Interlagos)      | 1'17"277 |      |
| 47 | 1990      | Canadá (Montreal)        | 1'20"399 |      |
| 48 | 1990      | Espanha (Jerez)          | 1'18"387 |      |
| 49 | 1990      | Itália (Monza)           | 1'22"533 |      |
| 50 | 1990      | Japão (Suzuka)           | 1'36"996 |      |
| 51 | 1990      | Mônaco (Monte Carlo)     | 1'21"314 |      |
| 52 | 1990      | San Marino (Imola)       | 1'23"220 |      |
| 53 | 1991      | Austrália (Adelaide)     | 1'14"041 |      |
| 54 | 1991      | Bélgica (Spa)            | 1'47"811 |      |
| 55 | 1991      | Brasil (Interlagos)      | 1'16"392 |      |
| 56 | 1991      | Estados Unidos (Phoenix) | 1'21"434 |      |
| 57 | 1991      | Hungria (Budapeste)      | 1'16"147 |      |
| 58 | 1991      | Itália (Monza)           | 1'21"114 |      |
| 59 | 1991      | Mônaco (Monte Carlo)     | 1'20"344 |      |
| 60 | 1991      | San Marino (Imola)       | 1'21"877 |      |
| 61 | 1992      | Canadá (Montreal)        | 1'19"775 |      |
| 62 | 1993      | Austrália (Adelaide)     | 1'13"371 |      |
| 63 | 1994      | Brasil (Interlagos)      | 1'15"962 |      |
| 64 | 1994      | Pacifico (Aida)          | 1'10"218 |      |
| 65 | 1994      | San Marino (Imola)       | 1'21"548 |      |

Fonte: reocities.com

### Voltas mais rápidas
| #  | Temporada | Grande Prêmio  | Tempo    | Volta | Ref. |
| -- | --------- | -------------- | -------- | ----- | ---- |
| 1  | 1984      | Mônaco         | 1m54s334 | 24    |      |
| 2  | 1985      | Portugal       | 1m44s121 | 15    |      |
| 3  | 1985      | Canadá         | 1m27s445 | 45    |      |
| 4  | 1985      | Estados Unidos | 1m45s612 | 51    |      |
| 5  | 1987      | Mônaco         | 1m27s685 | 72    |      |
| 6  | 1987      | Estados Unidos | 1m40s464 | 39    |      |
| 7  | 1987      | Itália         | 1m26s796 | 49    |      |
| 8  | 1988      | Mônaco         | 1m26s321 | 59    |      |
| 9  | 1988      | Canadá         | 1m24s973 | 53    |      |
| 10 | 1988      | Japão          | 1m46s326 | 33    |      |
| 11 | 1989      | Estados Unidos | 1m33s969 | 38    |      |
| 12 | 1989      | Alemanha       | 1m45s884 | 43    |      |
| 13 | 1989      | Espanha        | 1m25s779 | 55    |      |
| 14 | 1990      | Mônaco         | 1m24s468 | 59    |      |
| 15 | 1990      | Itália         | 1m26s254 | 46    |      |
| 16 | 1991      | Itália         | 1m26s061 | 41    |      |
| 17 | 1991      | Japão          | 1m41s532 | 39    |      |
| 18 | 1992      | Portugal       | 1m16s272 | 66    |      |
| 19 | 1993      | Europa         | 1m18s029 | 57    |      |

Fonte: gpexpert.com.br

## Estatísticas
| Números brutos do período entre 1984 e 1994                    |                           | |
| Sobre                                                          | Quantidade                | Nota |
| Vitórias                                                       | 41                        | 25,5% das corridas que disputou |
| Pole positions                                                 | 65                        | 40,4% das corridas que disputou |
| Pontos acumulados                                              | 614                       | 610 pontos úteis, já que segundo as regras implementadas pela FIA em 1988, os cinco piores resultados conseguidos eram subtraídos. |
| Grandes Prêmios disputados                                     | 161                       | |
| Grandes Prêmios finalizados                                    | 105                       | 65,2% |
| Número de desistências                                         | 56                        | 34,8% do total de corridas |
| Média de pontos por corrida                                    | 3,81                      | Ou 3,79 se forem apenas contabilizados os 610 pontos                                                                               |
| Pódios                                                         | 80                        | 49,7% do total de corridas |
| Número de vezes na liderança                                   | 109                       | |
| Número de grandes prêmios na liderança                         | 86                        | |
| Voltas na liderança:                                           | 2982                      | |
| km na liderança                                                | 13 676                    | |
| Total de voltas percorridas                                    | 8 219                     | |
| Total de quilômetros percorridos                               | 37 934                    | |
| Largadas na primeira fila                                      | 87                        | |
| Vitórias com pole position                                     | 29                        | |
| Vitórias de ponta a ponta                                      | 19                        | |
| Voltas mais rápidas                                            | 19                        | |
| Máximo de poles conseguidas numa só temporada                  | 13                        | Em 1988 e 1989 |
| Pole positions sucessivas                                      | 8                         | Nos seguintes países: Espanha, Austrália, Brasil, San Marino, Mônaco, México e EUA (1988) e Brasil (1989)                          |
| Pole positions sucessivas numa só temporada                    | 6                         | Em 1988 |
| Grande Prêmio onde mais venceu                                 | GP de Mônaco - 6 vitórias | Nas temporadas de 1987, 1989, 1990, 1991, 1992 e 1993.                                                                             |
| Hat Trick (pole, vitória e melhor volta no mesmo GP)           | 7                         | Portugal (1985); Canadá e Japão (1988); Alemanha e Espanha (1989); Mónaco e Itália (1990).                                         |
| Grand Chelem (Hat Trick e corrida inteira na primeira posição) | 4                         | Portugal (1985), Espanha (1989), Monaco (1990), Italia (1990)                                                                      |
| Vitórias consecutivas                                          | 4                         | Em 1988: Inglaterra, Alemanha, Hungria e Bélgica; e em 1991: EUA, Brasil, San Marino e Mónaco.                                     |
| Dobradinhas                                                    | 14                        | Com o companheiro de equipe, Alain Prost                                                                                           |

## Recordes
- Recordista em vitórias de ponta a ponta (19);
- Melhor porcentagem de pole positions para pilotos com mais de 100 GPs;
- Recordes de pole positions consecutivas (8);[8]
- Piloto com mais primeiras filas consecutivas (24);
- Piloto que mais vezes fez a pole dentro de seu próprio país;
- Piloto que mais vezes largou na frente num mesmo GP (8, em San Marino);
- Piloto que mais fez poles consecutivas em um mesmo GP (7 em San Marino);
- Piloto que mais vezes venceu o tradicional GP de Monaco (6);[8]
- Mais vitórias consecutivas num mesmo GP (5: Monaco, 1989–1993);

| Ano  | Salário (#USD) | Posição Geral | Posição entre Pilotos | Ref.   |
| ---- | -------------- | ------------- | --------------------- | ------ |
| 1988 | 7 milhões      | ?             | 1º                    | [ 9 ]  |
| 1989 | 8 milhões      | 5º            | 1º                    | [ 10 ] |
| 1990 | 10 milhões     | 4º            | 1º                    | [ 11 ] |
| 1991 | 13 milhões     | 5º            | 1º                    | [ 12 ] |
| 1992 | 22 milhões     | 3º            | 1º                    | [ 13 ] |
| 1993 | 18.5 milhões   | 3º            | 1º                    | [ 14 ] |
| 1994 | 20 milhões     | 2º            | 1º                    | [ 16 ] |

## Outras Conquistas

### Títulos e Vice Campeonatos
| Títulos/Vice-campeonatos           | Ano(s)            | Ref.   |
| ---------------------------------- | ----------------- | ------ |
| Campeão Paulista de Kart           | 1974 e 1976       | [ 17 ] |
| Campeão Brasileiro de Kart         | 1978, 1979 e 1980 | [ 17 ] |
| Campeão Sul-americano de Kart      | 1977 e 1980       | [ 17 ] |
| Vice-campeão Mundial de Kart       | 1979 e 1980       | [ 17 ] |
| Vice-campeão Paulista de Kart      | 1978              | [ 17 ] |
| Vice-campeão Brasileiro de Kart    | 1975, 1977        | [ 17 ] |
| Vice-campeão Sul-americano de Kart | 1979              | [ 17 ] |
| Campeão da Fórmula Ford 1600       | 1981              | [ 18 ] |
| Campeão da Fórmula Ford 2000       | 1982              | [ 18 ] |
| Campeão da Fórmula 3 Inglesa       | 1983              | [ 18 ] |

### Números Totais na Carreira
| Números                                                           | Ref.   |
| ----------------------------------------------------------------- | ------ |
| 229 Corridas disputadas em todas as categorias, exceto as de Kart | [ 18 ] |
| 90 Vitórias (quase 40% de aproveitamento)                         | [ 18 ] |
| 139 Pódios                                                        | [ 18 ] |
| 97 Pole positions                                                 | [ 18 ] |
| 66 voltas mais rápidas                                            | [ 18 ] |